# 3445 Пінсон
3445 Пінсон (3445 Pinson) — астероїд головного поясу, відкритий 16 березня 1983 року.
Тіссеранів параметр щодо Юпітера — 3,335.